# Youssef Seddik
Youssef Seddik (arabe : يوسف صديق), né en 1943 à Tozeur, est un philosophe, anthropologue et islamologue tunisien spécialiste de la Grèce antique et de l'anthropologie du Coran.

## Biographie

### Débuts et carrière scientifique
Dès son jeune âge, Youssef apprend le Coran à Tozeur sous l'influence de sa famille.
Bachelier du Collège Sadiki et influencé par les travaux de Taha Hussein et Tahar Haddad, il décide de se former pour pouvoir analyser et interpréter le Coran et les règles de l'islam tout en utilisant un esprit de libre-pensée.
En 1966, il obtient une licence et une maîtrise en philosophie ainsi qu'une licence en littérature et civilisations françaises. Durant les quatre années suivantes, il enseigne le français au lycée de Compiègne et obtient en 1967 un DES de philosophie (Le déterminisme du désir et la liberté de l'amour chez Avicenne et Spinoza) et une licence en grec ancien.
De 1971 à 1977, il enseigne la philosophie dans des lycées tunisiens puis à l'université Paris III ; directeur d'une société d'édition spécialisée dans les ouvrages destinés à la jeunesse entre 1984 et 1987, il est également grand-reporter au journal La Presse de Tunisie entre 1975 et 1983.
Installé à Paris en 1988, il obtient un DEA en langue et civilisation helléniques (Sur la marche des dix-mille de Xénophon) à l'université Paris III (1988) et un doctorat à l'École des hautes études en sciences sociales de Paris sur Le travail coranique (1995). Chargé de conférences à l'École des hautes études en sciences sociales, il enseigne ensuite la pensée islamique moderne à l'université Paris III de 1995 à 1996.
Il publie de nombreux ouvrages et traductions autour du patrimoine islamique, parmi lesquels Dits du prophète Muhammad, Dits de l'imam Ali, Le Coran : autre lecture, autre traduction et Nous n'avons jamais lu le Coran. Il tente aussi de publier un Coran sous forme de sept volumes de bande dessinée, une initiative interrompue après sa condamnation par des autorités religieuses tunisiennes en 1992. Il a réalisé aussi des documentaires parmi lesquels une série de cinq épisodes sur Mahomet et On ne vit pas que de pain, tous deux diffusés sur Arte.

### Activités depuis 2011
Quelques mois après la révolution tunisienne de 2011, il rentre en Tunisie et lance sa propre liste indépendante, dans la circonscription de l'Ariana, pour l'élection de l'assemblée constituante tenue le 23 octobre 2011.
Recommandé par Kamel Samari, il est embauché au sein du groupe Dar Assabah en 2012 pour écrire des chroniques dans le journal Le Temps. Cependant, il est écarté du journal vers la fin du mois d'août de la même année en raison d'une tribune dans laquelle figure une critique présumée de Lotfi Touati, directeur général de Dar Assabah.
Intéressé par le cinéma, il discute lors du Festival de Cannes 2013 avec Tarak Ben Ammar à propos d'un projet de scénario pour la production d'un thriller sur les premiers épisodes de l'islam et co-écrit en 2014, avec Khedija Lemkacher, le scénario du court métrage tunisien La Nuit de la lune aveugle qui remporte le grand prix du Festival maghrébin du court métrage en avril 2015.

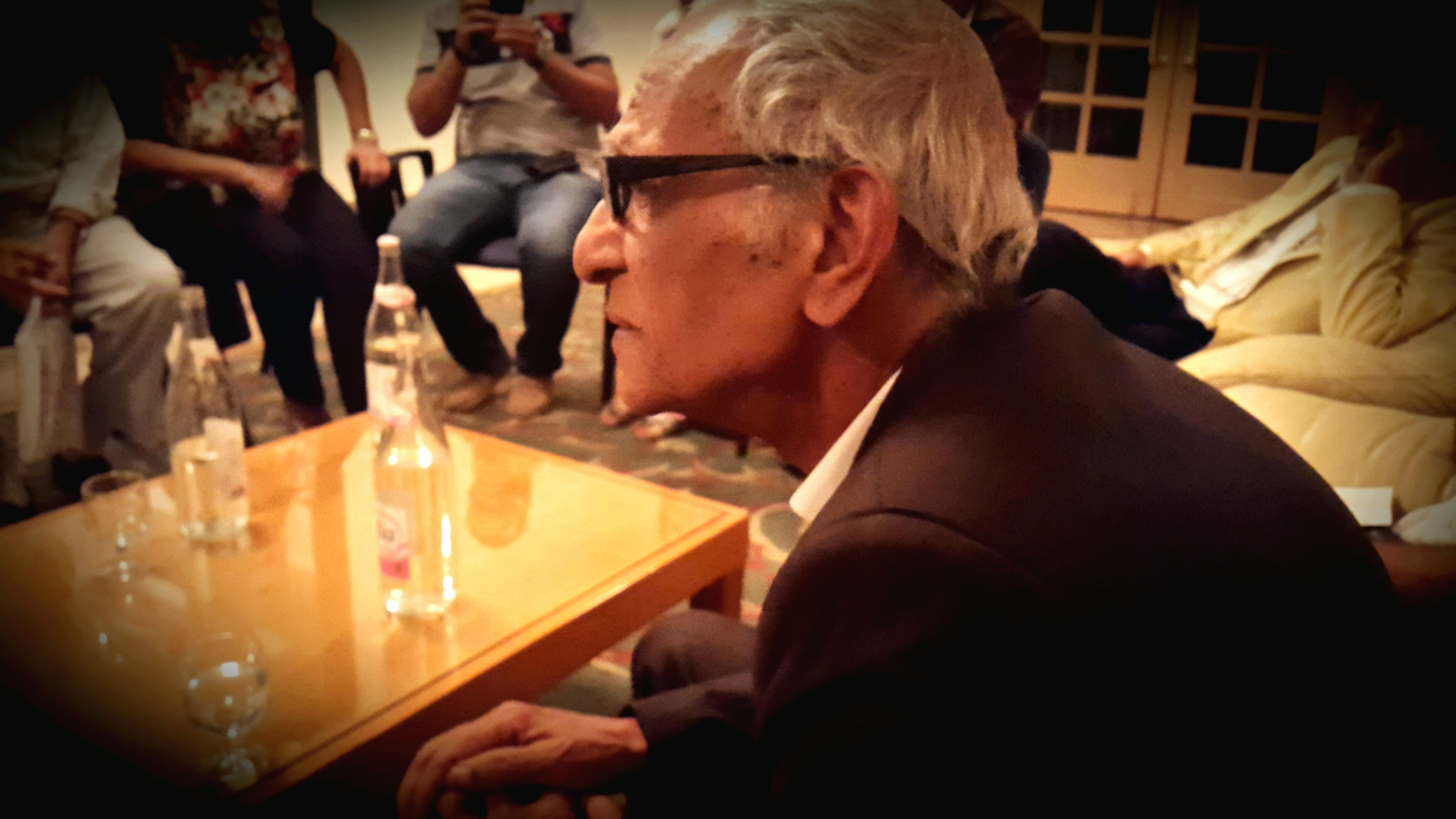
Youssef Seddik lors du lancement de l'un de ses ouvrages en 2014.

D'autre part, pour exposer sa vision de l'islam et ses opinions sur la transition démocratique en Tunisie, il présente sa propre émission sur Radio Tunis en 2015, se fait inviter à certaines émissions télévisées tunisiennes tout en déclenchant des polémiques, et modère ou participe à des réunions et colloques en Tunisie,, et à l'étranger,.
En février 2018, le président de la République française Emmanuel Macron le consulte concernant une réforme de l'organisation de l'islam en France,.

## Pensées
Seddik affirme qu'il est légitime pour tout musulman de relire et d'interpréter le Coran de son point de vue personnel à condition que l'interprétation soit objective et non manipulée politiquement,. Il recommande donc de lire ce livre sacré « en dehors de toute source traditionnelle et avec un regard neuf » et reconnaît l'apport important de Mohamed Talbi pour la création et la promotion d'un mouvement intellectuel dans ce contexte bien qu'ils fussent des rivaux et manquassent d'entente,. Il défend également l'idée d'un islam européen qui serait en accord avec les principes fondamentaux de la modernité culturelle et qui adopterait l'ordre des valeurs du pluralisme.
De nos jours, certains intellectuels tunisiens dont Olfa Youssef, Saloua Charfi et Fethi Benslama partagent cette prise de position,. Néanmoins, plusieurs imams et oulémas s'y opposent comme Youssef al-Qaradâwî,, Mustafa Shannar et Béchir Ben Hassan,.
Sa pensée tente d'ouvrir le chantier épistémique d'une critique de la pensée islamique traditionnelle et vise à enseigner comment aborder ce domaine en évitant toutes sortes de certitudes non relativisées.

## Distinctions
Le 5 avril 2015, il décroche le prix des études en littérature et sciences sociales de la 31e Foire internationale du livre de Tunis (ar) pour son livre intitulé L'Autre et les autres dans le Coran (الآخر و الآخرون في القرآن). Le 18 février 2016, l'Association « Amis de la bibliothèque et du livre » et l'Institut supérieur des études appliquées en humanité de Gafsa lui rendent hommage lors de la sixième rencontre « médias et affaires » de l'institut. En 2019, il est décoré des insignes de grand officier de l'Ordre tunisien du Mérite.

## Incidents
Le 26 avril 2012, alors qu'il s'apprêtait à prendre part à une rencontre-débat avec Rached Ghannouchi et Abdelfattah Mourou, Youssef Seddik est viré et traité de mécréant par la foule.
Le 5 août de la même année, lors d'un débat organisé à Kairouan par le réseau Tunisie pour les droits, les libertés et la dignité, un groupe de salafistes entrent pour obliger Seddik à quitter la salle sous prétexte qu'il s'attaque au sacré. Mourou intervient pour défendre sa liberté d'expression mais se voit agressé avec un verre jeté à la figure.
Le 16 juin 2015, le ministère des Affaires religieuses décide de censurer son émission évoquant ses pensées à propos de l'islam sur Radio Tunis. Cette décision est annulée le lendemain à la suite d'une campagne de soutien lancée par Fethi Benslama.
En novembre de la même année, ses livres sont jugés non conformes à l'orthodoxie islamique par le foire du livre du Koweït.
Le 13 avril 2017, lors du séminaire « Le concept de sainteté dans la culture païenne et dans les trois religions monothéistes » ayant lieu à l'université arabe américaine de Jénine, l'audience qualifie son discours d'athée et boycotte le reste de l'événement en quittant la salle.
En janvier 2018, il est accusé par quelques islamistes d'hérésie à la lumière des opinions qu'il a exprimées sur le plateau de l'une des chaînes satellitaires tunisiennes, à propos de divers sujets relatifs au rapport entre la société, la politique d'une part et la religion d'autre part. Quelques semaines plus tard, il est reçu par le président de la République tunisienne qui tient à lui affirmer son soutien.

## Publications
- Muhammad Ibn Sîrîn (trad. de l'arabe par Youssef Seddik), De l'interprétation des rêves, Beyrouth, Éditions AlBouraq, 1993, 648 p. (ISBN 2-84161-012-8).
- Ibn 'Alî al-Dimashqî (trad. de l'arabe par Youssef Seddik), Éloge du commerce, Tunis, MédiaCom, 1994.
- Bryson et Ibn Sinâ (trad. de l'arabe par Youssef Seddik, préf. Yassine Essid), Penser l'économique, Tunis, MédiaCom, 1995, 95 p. (BNF 40979311).
- Mâlik ibn Anas (trad. de l'arabe par Youssef Seddik), L'Abaissé : première somme de la jurisprudence islamique, Tunis, MédiaCom, 1996.
- Bryson et Ibn Sinâ (trad. de l'arabe par Youssef Seddik, préf. Yassine Essid), Épîtres, Tunis, MédiaCom, 1996.
- Youssef Seddik et Yassine Essid, Dictionnaire historique de la pensée économique arabe et musulmane, Tunis, MédiaCom, 1998, 312 p.
- Al-Muhassin al-Tanûkhî (trad. Youssef Seddik), Brins de chicane : la vie quotidienne à Bagdad au Xe siècle, Arles, Actes Sud, coll. « Bibliothèque arabe, les classiques », 1999, 211 p. (ISBN 978-2-7427-1691-3, BNF 37083793).
- Dits de l'imam Ali, Arles, Actes Sud, 2000, 113 p. (ISBN 978-2-7427-2738-4).
- Le Coran : autre lecture, autre traduction (trad. de l'arabe par Youssef Seddik), La Tour d'Aigues, Éditions de l'Aube, 2002, 254 p. (ISBN 978-2-7526-0211-4).Réédité en 2006 et 2016  (ISBN 978-2-8159-0942-6)
- Dits du prophète Muhammad, Arles, Actes Sud, 2002, 143 p. (ISBN 978-2-7427-3681-2).
- Nous n'avons jamais lu le Coran, La Tour-d'Aigues, Éditions de l'Aube, coll. « Monde en cours / Les Voix du sacré », 2004, 298 p. (ISBN 978-2-7526-0026-4).Réédité en 2006 et 2013 dans la collection Aube Poche Essais  (ISBN 978-2-8159-0756-9)
- Sur les traces des Arabes et de l'islam, Paris, Gallimard Jeunesse, coll. « Sur les traces de », 2004, 128 p. (ISBN 978-2-7526-0382-1).
- L'arrivant du soir : cet islam de lumière qui peine à devenir, La Tour-d'Aigues, Éditions de l'Aube, 2007, 178 p. (ISBN 978-2-7526-0382-1).
- Qui sont les barbares ? : itinéraire d'un penseur d'islam, La Tour-d'Aigues, Éditions de l'Aube, 2007, 73 p. (ISBN 978-2-7526-0383-8).
- Le grand malentendu : l'Occident face au Coran, La Tour-d'Aigues, Éditions de l'Aube, coll. « Monde en cours », 2010, 171 p. (ISBN 978-2-8159-0070-6).Réédité en 2016 dans la collection Aube Poche Essais  (ISBN 978-2-8159-1428-4)
- Unissons-nous ! Des révolutions arabes aux indignés : entretiens avec Gilles Vanderpooten, La Tour-d'Aigues, Éditions de l'Aube, coll. « Monde en cours / Conversation pour l'avenir », 2011, 117 p. (ISBN 978-2-8159-0280-9).
- Tunisie, la Révolution inachevée : entretiens avec Gilles Vanderpooten, La Tour-d'Aigues, Éditions de l'Aube, coll. « Les grands entretiens / Conversation pour l'avenir », 2014, 203 p. (ISBN 978-2-8159-1008-8).
- Youssef Seddik et Isy Morgensztern, Ce que le Coran doit à la Bible : un dialogue contemporain sur l'islam et le judaïsme, Paris, La Découverte, coll. « Cahiers Libres », 2018, 240 p. (ISBN 978-2-7071-8344-6)[36].